# Fuchsia chloroloba
Fuchsia chloroloba är en dunörtsväxtart som beskrevs av Ivan Murray Johnston. Fuchsia chloroloba ingår i släktet fuchsior, och familjen dunörtsväxter. Inga underarter finns listade i Catalogue of Life.